# Kosmos 2509
Kosmos 2509, ruski komunikacijski satelit iz programa Kosmos. Vrste je Strijela-3M (Rodnik S br. 25 L).
Lansiran je 23. rujna 2015. godine s kozmodroma Pljesecka u Rusiji, s mjesta 133/3. Lansiran je u nisku orbitu oko planeta Zemlje raketom nosačem Rokot/Briz-KM. Orbita mu je 1498 km u perigeju i 1508 km u apogeju. Orbitna inklinacija mu je 82,49°. Spacetrackov kataloški broj je 40922. COSPARova oznaka je 2015-050-C. Zemlju obilazi u 116,04 minutu. Mase je 225 kg.
Ovo je vladin-vojni komunikacijski satelit sustava "pohrani-proslijedi". Napaja se iz solarnih ćelija i baterija.
Nekoliko satelita Rodnika-S poslano je u istoj misiji. Razgonski blok Briz-KM se odvojio tijekom misije i ostao je u orbiti.

## Vanjske poveznice
- N2YO.com Search Satellite Database
- Celes Trak SATCAT Format Documentation (engl.)
- Kunstman  Arhivirana inačica izvorne stranice od 12. kolovoza 2019. (Wayback Machine) Satellites in Orbit (engl.)